# Diòcesi de l'Alguer-Bosa

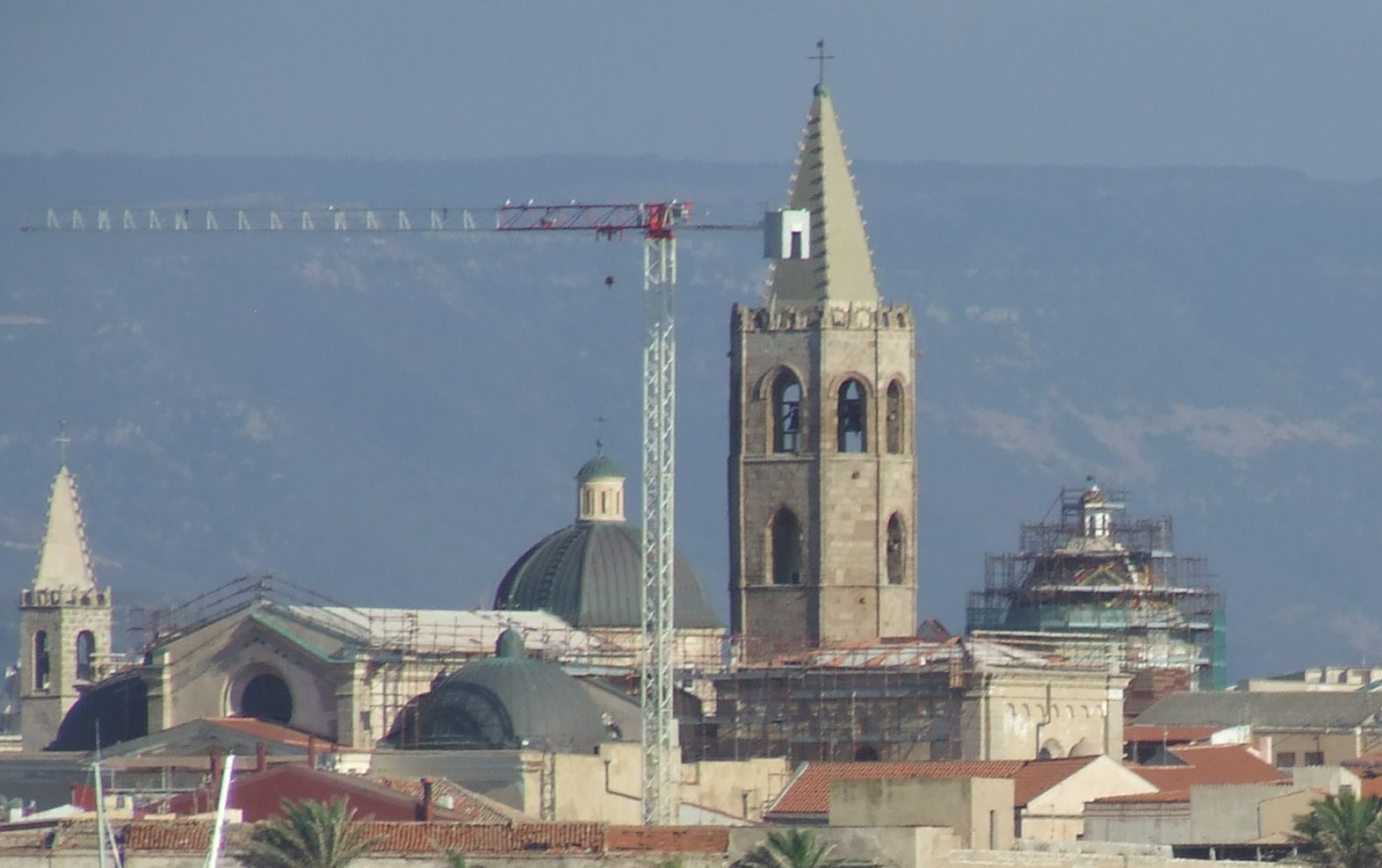
Catedral de l'Alguer

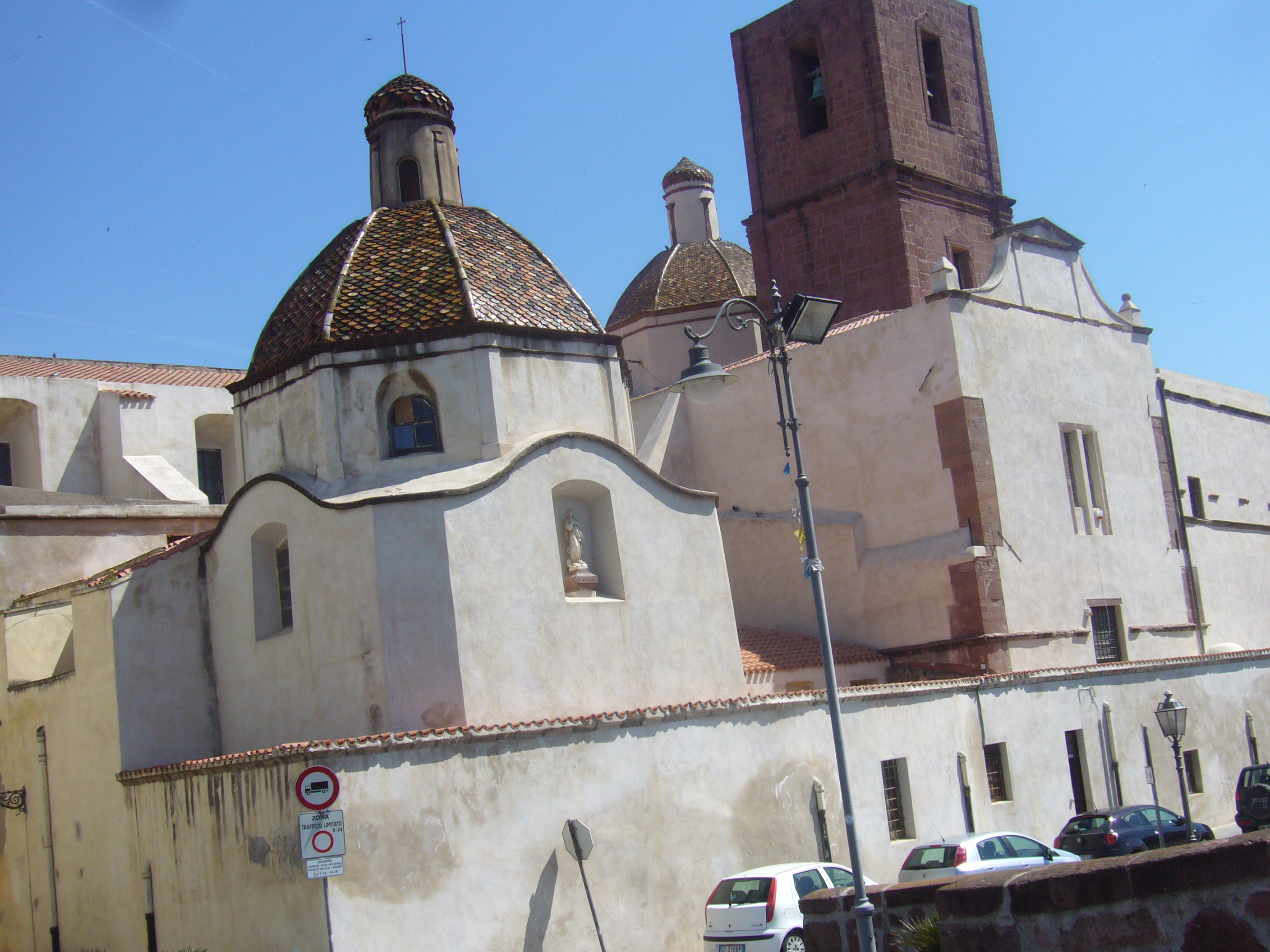
Cocatedral de Bosa

La diòcesi de l'Alguer-Bosa és una divisió de l'Església Catòlica a l'illa de Sardenya, sufragània de l'arxidiòcesi de Sàsser, que comprèn la ciutat de l'Alguer i territoris de les províncies de Sàsser, Oristany i Nuoro. L'actual diòcesi és el resultat de la fusió, el 30 de setembre de 1986, dels bisbats històrics de l'Alguer i de Bosa. Per aquest motiu, el nou bisbat té seus a la Catedral de Santa Maria Immaculada de l'Alguer i a la Cocatedral de la Immaculada Concepció de Bosa.

## Història
El bisbat de Bosa és esmentat ja al segle vi. Una referència més precisa és datada a 1073, amb l'edificació de la catedral per part del bisbe Constantí de Castro.
La seu de l'Alguer, més moderna, fou instituïda pel papa Juli II el 8 de desembre de 1503. Aquesta creació fou resultat de diverses provisions fetes pel seu antecessor Alexandre VI destinades a reorganitzar totes les diòcesis sardes, per requeriment del rei Ferran el Catòlic. La seva principal intenció era assegurar la rellevància política de la ciutat de l'Alguer
El 1972, els dos territoris van quedar sota la jurisdicció d'un sol bisbe, en la persona de Francesco Spanedda. El 30 de setembre de 1986 es decidí la unió definitiva i la creació de la nova diòcesi de l'Alguer-Bosa, sota el guiatge del bisbe Giovanni Pes.

## Llista de bisbes

### Bisbes de Bosa
- Anònim (segle vi)
- Costantí de Castro (? - 1073, nomenat arquebisbe de Sàsser)
- Pere I (abans del 1106 - 1112)
- Marí (1112 - després de 1116)
- Joan (esmentat el 1138)
- Pere Spanu (esmentat el 1139)
- Jaume I (esmentat el 1168)
- Antoni ?
- Jofre (esmentat el 1170)
- Dionisi (esmentat el 1176 i el 1186)
- Gunnari (esmentat el 1239)
- Tomàs (abans del 1259 - després del 1262)
- Mazucle (esmentat el 1263)
- Jaume II (esmentat el 1268)
- Miquel Solà (esmentat el 1286 circa)
- Francesc (esmentat el 1289)
- Pere II (? - 1304)
- Nicola de Vare (1304 - 1312)
- Stanangio (1319 - ?)
- Aimeric I (1325 - ?)
- Giovanni de Clavaro (1327 - 1340)
- Nicolau (1342 - 1344)
- Raimondo de Gauzens (? - 1349)
- Pere III (1349 - 1350)
- Aimeric II (1351 - 1356)
- Andreu (1356 - 1360)
- Ruggero Piazza (1360 - 1363, nomenat bisbe de Mazara del Vallo)
- Rainerio de Filippono (1363 - abans del 1391)
- Antoni (1391 - 1402)
- Benet (1406 - 1407)
- Angelo Sangualo (1407 - 1413)
  - Antonio de Podio (1410 - 1418, nomenat bisbe de Strongoli) (antibisbe)
- Bartolomeo (1413 - 1414)
  - Antonio Stamingo (1413 - 1418, nomenat bisbe de Martirano) (antibisbe)
- Ludovico Gervas o Hermats o Gómez (1418 - 1423)
- Joan de Casanova (1424 - 1425, nomenat bisbe d'Elna)
  - Sede vacante (1425 - 1435)
- Julià (1435 - 1445)
- Tommaso de Rubeo (1445 - 1449)
- Francesco Meloni (1449 - 1450)
- Giovanni Cosso (1450 - 1460)
- Bernat Roig (1460 - ?)
- Jean de Salinis Aureis (1471 - 1484)
- Galcerando Galba (1484 - ?)
- Maties (esmentat el 1488)
- Pietro di Sorra (1495 - 1516)
- Giovanni di Sorra (esmentat el 1516)
- Bernardo Gentile (1535 - 1537)
- Nicolás de Aragón (1537 - 1541)
- Baltasar d'Herèdia (1541 - 1548, nomenat arquebisbe de Càller)
- Vincenzo de Leone (1548 - 1556)
- Antonio Pintor Cavaro (1556 - 1572)
- Giovanni Melis (1572 - 1575)
- Joan Serra (1575 - 1577)
- Nicolau Canyelles i Delseny (1577 - 1586)
- Josep Anglès (1586 - 1588)
- Jerónimo García (1588 - 1589)
- Giovanni Francesco Fara (1590 - 1591)
- Antoni Atzori (1592 - 1604)
- Gavino Manca de Cedrelles (1605 - 1612, nomenat bisbe de l'Alguer)
- Juan Álvaro Zapata (1612 - 1613, nomenat bisbe de Solsona)
- Giovanni Battista de Aquena (1613 - 1614)
- Vincenzo Bacallar (1615 - 1625)
- Joan Atzori i Montells (1625 - 1627)
- Sebastiano Carta (1627 - 1631)
- Melchiorre Pirella (1631 - 1635, nomenat bisbe d'Ales i Terralba)
- Giovanni Maria Olmo (1635 - 1639)
- Vicenç Agustí Claveria (1639 - 1644, nomenat bisbe de l'Alguer)
- Gaspare Litago (1645 - 1652, nomenat bisbe d'Ampurias)
- Francesc Camps i Moles (1654 - 1656)
- Jaume Capay i Castanyer (1658 - 1663)
- Gavino Cattayna (1663 - 1671, nomenat arquebisbe de Sàsser)
- Francisco López Urraca (1672 - 1677, nomenat bisbe de l'Alguer)
- Serafino Esquirro (1677 - 1680, nomenat bisbe d'Ales i Terralba)
- Giorgio Sotgia (1682 - 1701, nomenat arquebisbe de Sàsser)
- Gavino de Aquena (1702 - 1723)
- Nicola Cani (1727 - 1737)
- Giovanni Leonardo Sanna (1737 - 1741)
- Francesco Bernardo de Cespedes (1742 - 1746)
- Antonio Amat (1746 - 1748)
- Giovanni Battista Machin Espiga (1748 - 1749)
- Raimondo Quesada (1750 - 1758)
- Giuseppe Stanislao Concas (1759 - 1763)
- Giovanni Antonio Borro (1763 - 1767)
- Giovanni Battista Quasina o Coasina (1768 - 1785)
- Giovanni Antonio Cossu (1785 - 1796)
- Gavino Murru (1800 - 1819, nomenat arquebisbe de Sàsser)
- Francesco Tola (1823 - 1843)
- Antonio Uda (1845)
  - Sede vacante (1845 - 1871)
- Eugenio Cano (1871 - 1906)
- Giovanni Battista Vinati (1906 - 1916)
- Angelico Zanetti (1916 - 1926)
- Filippo Mantini (1926 - 1931, nomenat bisbe de Cagli i Pergola)
- Nicolò Frazioli (1931 - 1956)
- Francesco Spanedda (1956 - 1979, nomenat arquebisbe d'Oristany)
- Giovanni Pes (23 maig 1979 - 30 setembre 1986, nomenat bisbe de l'Alguer-Bosa)

### Bisbes de l'Alguer
- Pedro Parente (1503 - 1514)
- Juan de Loaysa (1514 - 1524, nomenat bisbe de Mondoñedo)
- Guillem Caçador (1525 - 1527)
- Domenico Pastorello (1528 - 1534, nomenat arquebisbe de Càller)
- Juan Rena (1534 - 1538, nomenat bisbe de Pamplona)
- Durante Duranti (1538 - 1541, nomenat bisbe de Cassano all'Ionio)
- Pere Veguer (1541 - 1556)
- Pedro del Frago Garcés (1566 - 1572, nomenat bisbe de Jaca)
- Antioco Nin (1572 - 1578)
- Andreu Bacallar (1578 - 1604, nomenat arquebisbe de Sàsser)
- Nicolò Cannavera (1605 - 1611)
- Gavino Manca de Cedrelles (1612 - 1613, nomenat arquebisbe de Sàsser)
- Lorenzo Nieto (1613 - 1621, nomenat arquebisbe d'Oristany)
- Ambrogio Machin (1621 - 1627, nomenat arquebisbe de Càller)
- Gaspar Prieto Orduña (1627 - 1636, nomenat bisbe d'Elna)
  - Cipriano de Azcón (1637 - 1639) (bisbe electe)
- Antonio Nuseo (1639 - 1642)
- Vicenç Agustí Claveria (1644 - 1652)
- Francesco Boyl (1653 - 1655)
- Dionigi Carta-Senes (1657 - 1658)
- Salvatore Mulas Pirella (1659 - 1661)
- Andrés Aznar Naves (1663 - 1671, nomenat bisbe de Jaca)
- Lussorio Roger (1672 - 1676)
- Francisco López Urraca (1677 - 1681, nomenat bisbe de Barbastre)
- Antonio Diaz de Aux (1681 - 1686, nomenat arquebisbe de Càller)
- Jerónimo de Velasco (1686 - 1692)
  - José de Jesús María (1693) (bisbe electe)
- Tomàs Carnicer (1695 - 1720)
  - Sede vacante (1720 - 1726)
- Giovanni Battista Lomellino (1726 - 1729, nomenat bisbe de Saluzzo)
- Dionigi Gioacchino Belmont (1729 - 1732)
- Matteo Bertolini (1733 - 1741, nomenat arquebisbe de Sàsser)
- Carlo Francesco Casanova (1741 - 1751, nomenat arquebisbe de Sàsser)
- Giuseppe Agostino Delbecchi (1751 - 1763, nomenat arquebisbe de Càller)
- Giuseppe Maria Incisa Beccaria (1764 - 1772, nomenat arquebisbe de Sàsser)
- Gioacchino Michele Radicati (1772 - 1793)
  - Sede vacante (1793 - 1800)
  - Salvatore Giuseppe Mameli (1800 - 1801) (bisbe electe)
- Pietro Bianco (1805 - 1827)
  - Sede vacante (1827 - 1832)
- Filippo Arrica (1832 - 1839)
  - Sede vacante (1839 - 1842)
- Efisio Casula (1842 - 1842)
- Pietro-Raffaele Arduino (1843 - 1863)
  - Sede vacante (1863 - 1871)
- Giovanni Maria Filia (1871 - 1882)
- Eliseo Giordano (1883 - 1906)
- Ernesto Maria Piovella (1907 - 1914, nomenat arquebisbe d'Oristany)
- Francesco d'Errico (1914 - 1938)
- Adolfo Ciuchini (1939 - 1967)
- Francesco Spanedda (1972 - 1979, nomenat arquebisbe d'Oristany)
- Giovanni Pes (23 de maig de 1979 - 30 de setembre de 1986, nomenat bisbe de l'Alguer-Bosa)

### Bisbes de l'Alguer-Bosa
- Giovanni Pes (30 de setembre de 1986 - 18 de febrer de 1993)
- Antonio Vacca (18 de febrer de 1993 - 29 de setembre de 2006)
- Giacomo Lanzetti (29 de setembre de 2006 - 28 de juny de 2010, nomenat bisbe d'Alba)
- Mauro Maria Morfino (31 de gener de 2011 -)

## Estadístiques
A finals del 2012, l'arxidiòcesi tenia 106.900 batejats sobre una població de 107.600 persones, equivalent al 99,3% del total.
| any                     | població | població | població | sacerdots | sacerdots       | sacerdots       | sacerdots             | diaques | religiosos | religiosos | parroquies |
| ----------------------- | -------- | -------- | -------- | --------- | --------------- | --------------- | --------------------- | ------- | ---------- | ---------- | ---------- |
| any                     | batejats | total    | %        | total     | clergat secular | clergat regular | batejats por sacerdot | diaques | homes      | dones      |            |
| diocesi di Alghero      |          |          |          |           |                 |                 |                       |         |            |            |            |
| 1959                    | 65.468   | 65.468   | 100,0    | 79        | 66              | 13              | 828                   |         | 16         | 91         | 23         |
| 1970                    | 80.720   | 80.720   | 100,0    | 82        | 58              | 24              | 984                   |         | 32         | 138        | 32         |
| 1980                    | 79.500   | 80.000   | 99,4     | 79        | 56              | 23              | 1.006                 |         | 28         | 126        | 35         |
| diocesi di Bosa         |          |          |          |           |                 |                 |                       |         |            |            |            |
| 1949                    | 35.524   | 35.524   | 100,0    | 68        | 44              | 24              | 522                   |         | 27         | 84         | 22         |
| 1959                    | 37.500   | 37.500   | 100,0    | 76        | 47              | 29              | 493                   |         | 31         | 114        | 22         |
| 1970                    | 35.000   | 35.000   | 100,0    | 73        | 44              | 29              | 479                   |         | 39         | 126        | 21         |
| 1980                    | 37.740   | 37.740   | 100,0    | 44        | 39              | 5               | 857                   |         | 5          | 106        | 22         |
| diocesi di Alghero-Bosa |          |          |          |           |                 |                 |                       |         |            |            |            |
| 1990                    | 115.000  | 115.500  | 99,6     | 113       | 89              | 24              | 1.017                 |         | 25         | 198        | 61         |
| 1999                    | 106.300  | 106.910  | 99,4     | 97        | 78              | 19              | 1.095                 | 3       | 22         | 229        | 61         |
| 2000                    | 106.300  | 106.910  | 99,4     | 96        | 77              | 19              | 1.107                 | 3       | 20         | 229        | 61         |
| 2001                    | 106.300  | 106.900  | 99,4     | 93        | 72              | 21              | 1.143                 | 3       | 24         | 184        | 61         |
| 2002                    | 106.300  | 106.800  | 99,5     | 93        | 72              | 21              | 1.143                 | 3       | 24         | 184        | 61         |
| 2003                    | 106.000  | 106.200  | 99,8     | 97        | 79              | 18              | 1.092                 | 3       | 20         | 186        | 61         |
| 2004                    | 106.000  | 106.200  | 99,8     | 94        | 70              | 24              | 1.127                 | 3       | 26         | 185        | 61         |
| 2006                    | 106.050  | 106.250  | 99,8     | 99        | 72              | 27              | 1.071                 | 8       | 30         | 182        | 61         |
| 2010                    | 105.800  | 106.500  | 99,3     | 85        | 66              | 19              | 1.244                 | 12      | 22         | 155        | 61         |
| 2012                    | 106.900  | 107.600  | 99,3     | 84        | 63              | 21              | 1.272                 | 12      | 24         | 151        | 61         |